# Luckner Cambronne
Luckner James Cambronne (Arcahaie, 1929 - Miami, 24 september 2006) was een Haïtiaans politicus en minister onder de dictatuur van François Duvalier. Hij was een leider van de militie Tonton Macoutes.

## Biografie
Cambronne werd geboren in een voorstad van Port-au-Prince als zoon van een protestants predikant. Hij werkte als jongeman in een bank toen hij François Duvalier leerde kennen. Duvalier werd in 1957 president en Cambronne ging voor hem werken. Hij leidde de afpersingspraktijken en de politieke liquidaties van de president, geholpen door de gevreesde Tonton Macoutes. In de jaren 1960 werd hij minister van Openbare Werken en richtte hij de Mouvement pour la Reconstruction Nationale (MRN) op. Deze organisatie moest instaan voor infrastructuurwerken en de ontwikkeling van het land, maar was niet meer dan een dekmantel om de bevolking geld af te persen en het regime te verrijken. Bij de dood van 'Papa Doc' Duvalier in 1971 was Cambronne als minister van Binnenlandse Zaken en Nationale Defensie de feitelijke sterke man. Hij kreeg de bijnaam 'Vampier van de Caraïben' door zijn handel in mensenbloed en lijken, die hij via zijn bedrijf Hemocaribien verkocht aan ziekenhuizen en universiteiten in het buitenland.
Er volgde een machtsstrijd tussen Cambronne en de kinderen van de overleden president. Cambronne was gedurende 18 maanden de sterke man van het land. Hij wilde benoemd worden als eerste minister onder de 19-jarige Jean-Claude 'Baby Doc' Duvalier, maar naar verluidt werd hij door tussenkomst van Marie-Denise Duvalier en haar echtgenoot in ballingschap gedwongen. Als minister van Binnenlandse Zaken werd hij in 1972 opgevolgd door Roger Lafontant. Cambronne vertrok naar Florida in ballingschap.
Luckner Cambronne was gehuwd en had twee zonen en zes dochters. Naar verluidt is hij zowel de minnaar geweest van Simone Ovide Duvalier, de vrouw van Papa Doc, als van Marie-Denise Duvalier, zijn dochter.